# Аблучье
Аблучье (до 1947 — Куркенфельд (нем. Kurkenfeld)) — посёлок в Озёрском муниципальном округе Калининградской области.

## География
Находится в южной части Калининградской области, в зоне хвойно-широколиственных лесов, в пределах Виштынецкой возвышенности, при автодороге 27А-027, на расстоянии примерно 22 километров (по прямой) к юго-западу от города Озёрска, административного центра района. Абсолютная высота — 73 метра над уровнем моря.

### Климат
Климат характеризуется как переходный от морского к умеренно континентальному. Среднегодовая температура воздуха — 7,7 °C. Средняя температура воздуха самого холодного месяца (января) — −2,9 °C (абсолютный минимум — −35 °C); самого тёплого месяца (июля) — 18,7 °C (абсолютный максимум — 36 °C). Годовое количество атмосферных осадков — 775 мм, из которых большая часть выпадает в тёплый период.

### Часовой пояс
Посёлок Аблучье как и вся Калининградская область, находится в часовой зоне МСК−1. Смещение применяемого времени относительно UTC составляет +2:00.

## История
В 1874 году поместье Куркенфельд стало административным центром одноименного сельского округа в районе Гердауэн административного округа Кёнигсберг Восточной Пруссии. В состав сельского округа Куркенфельд входили населённые пункты: Эрнствальде, Клайн Карповен, Шёнефельд, Куркенфельд, Вальдбург.  
После Второй мировой войны в 1947 году Куркенфельд был переименован в Аблучье и вошёл в состав Некрасовского сельского совета Озерского района. 
В период с 2008 по 2014 годы Аблучье входило в состав Новостроевского сельского поселения Озёрского района, с 2014 по 2022 годы — в состав Озёрского городского округа.

## Население
| 1820 | 1905 | 1933 | 1939 | 2002 | 2010 |
| ---- | ---- | ---- | ---- | ---- | ---- |
| 169  | ↘149 | ↗488 | ↘405 | ↘107 | ↘94  |

### Национальный состав
Согласно результатам переписи 2002 года, в национальной структуре населения русские составляли 91 %.